# Edgar Elder
Edgar R. Elder (Los Angeles, Californië, 3 april 1923 - 30 maart 1995) was een Amerikaans autocoureur. In 1953 en 1956 schreef hij zich in voor de Indianapolis 500, maar beide keren wist hij zich niet te kwalificeren. Deze races waren ook onderdeel van het Formule 1-kampioenschap. Tussen 1953 en 1956 nam hij ook deel aan zeven AAA Championship Car-races, waar zijn beste resultaat een zevende plaats was tijdens de Ted Horn Memorial 100 op de DuQuoin State Fairgrounds in 1955.